# Metro (Lampung)
Metro ist eine autonome Stadt (indonesisch Kota) in der Provinz Lampung, dem südlichsten Teil der indonesischen Insel Sumatra mit nahezu 190.000 Einwohnern (Stand Ende 2023) Sie ist die zweitgrößte Stadt der Provinz nach der 52 km entfernt liegenden Provinzhauptstadt Bandar Lampung.

## Geographie
Die Stadt liegt mit ihrer Fläche von 73,21 km² auf dem letzten Platze aller Verwaltungsbezirke der Provinz (0,22 %) bzw. Platz 26 der 34 Kota auf der Insel Sumatra.

### Lage
Metro liegt südlich des Zentrums der Provinz Lampung nördlich der Provinzhauptstadt und zwischen zwei Regierungsbezirken:
- Lampung Tengah vom Westen bis zum Norden (Grenzlänge ~ 25 km)
- Lampung Timur vom Nordosten über Osten bis zum Südosten (Grenzlänge ~ 35 km)

Geografisch werden folgende Koordinaten belegt: Zwischen 5° 03′ 16″ und 5° 10′ 43″ s. Br. sowie zwischen 105° 15′ 44″ und 105° 21′ 33″ ö. L.

### Klima

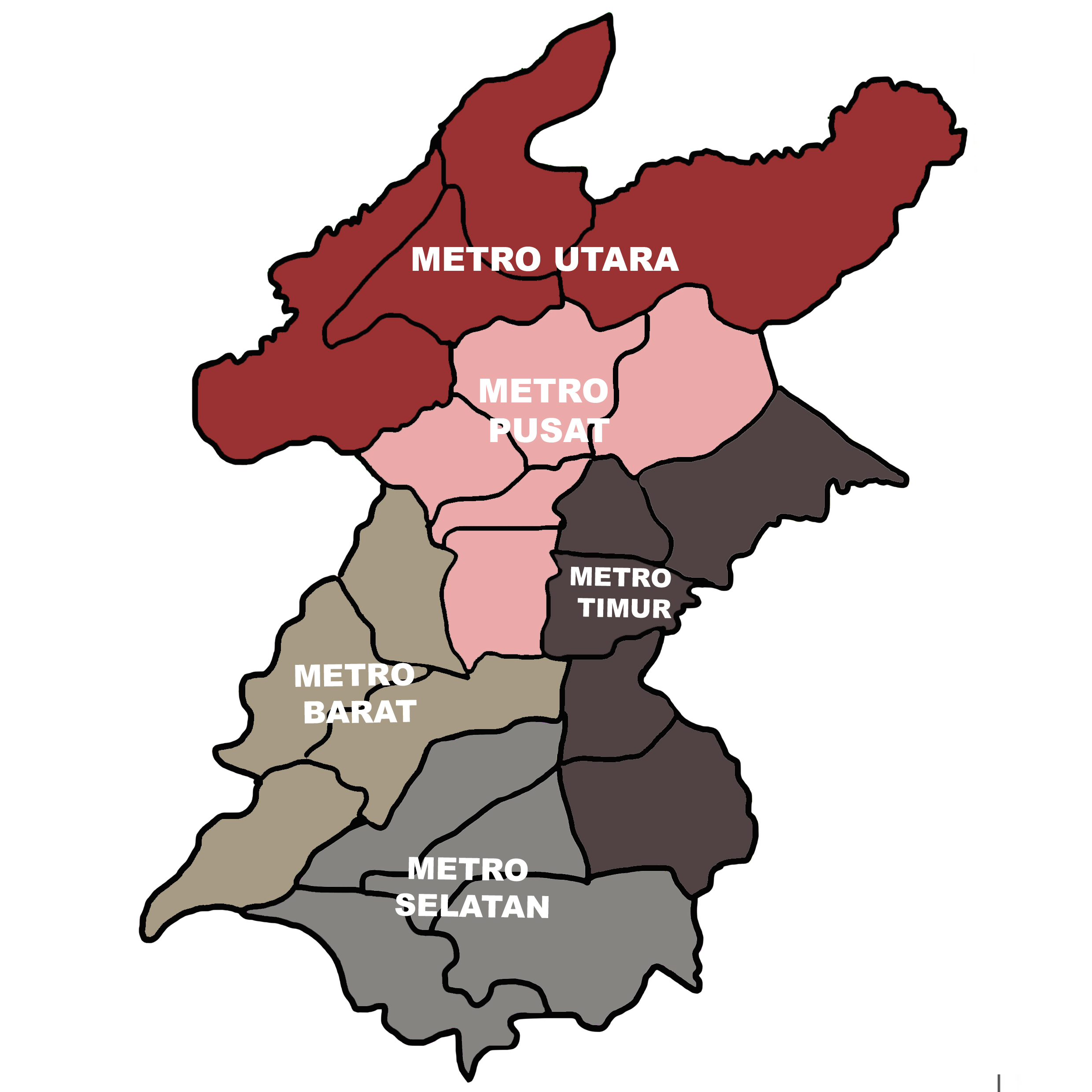
Die Stadtgliederung von Kota

|                        | Jan  | Feb  | Mär  | Apr  | Mai  | Jun  | Jul  | Aug  | Sep  | Okt  | Nov  | Dez  |   |      |
| Mittl. Temperatur (°C) | 25,5 | 25,6 | 25,8 | 26,0 | 26,0 | 25,6 | 25,4 | 25,8 | 26,5 | 26,7 | 26,2 | 25,6 | ⌀ | 25,9 |
| Mittl. Tagesmax. (°C)  | 29,2 | 29,4 | 29,9 | 30,0 | 29,9 | 29,4 | 29,4 | 30,1 | 31,3 | 31,5 | 30,4 | 29,4 | ⌀ | 30   |
| Mittl. Tagesmin. (°C)  | 22,9 | 23,0 | 23,1 | 23,3 | 23,3 | 22,7 | 22,2 | 22,2 | 22,7 | 23,4 | 23,4 | 23,1 | ⌀ | 22,9 |
|                        |      |      |      |      |      |      |      |      |      |      |      |      |   |      |
| Niederschlag (mm)      | 238  | 224  | 250  | 217  | 163  | 113  | 100  | 80   | 69   | 122  | 197  | 279  | Σ | 2052 |
|                        |      |      |      |      |      |      |      |      |      |      |      |      |   |      |
| Regentage (d)          | 20   | 18   | 20   | 19   | 18   | 16   | 14   | 12   | 9    | 13   | 17   | 20   | Σ | 196  |
|                        |      |      |      |      |      |      |      |      |      |      |      |      |   |      |
| Luftfeuchtigkeit (%)   | 86   | 86   | 87   | 87   | 87   | 86   | 84   | 79   | 75   | 77   | 82   | 87   | ⌀ | 83,6 |

| 22,9 |

| 23,0 |

| 23,1 |

| 23,3 |

| 23,3 |

| 22,7 |

| 22,2 |

| 22,2 |

| 22,7 |

| 23,4 |

| 23,4 |

| 23,1 |

| 22,9 |

| 23,0 |

| 23,1 |

| 23,3 |

| 23,3 |

| 22,7 |

| 22,2 |

| 22,2 |

| 22,7 |

| 23,4 |

| 23,4 |

| 23,1 |

### Stadtgliederung
Administrativ untergliedert sich Metro in fünf Distrikte (indonesisch Kecamatan) mit 22 Dörfern mit städtischem Charakter (indonesisch Kelurahan). Eine weitere Unterteilung erfolgt in 824 RT, 60 RW und 22 Babinsa.
| Code 1   | Kecamatan Distrikt | Ibu Kota Verwaltungssitz | Fläche (km²) | Einw. Zensus 2010 2 | Volkszählung 2020 | Volkszählung 2020 | Volkszählung 2020 | Anzahl der Dörfer |
| Code 1   | Kecamatan Distrikt | Ibu Kota Verwaltungssitz | Fläche (km²) | Einw. Zensus 2010 2 | Einw. 3           | 0Dichte 40        | Sex Ratio 5       | Anzahl der Dörfer |
| -------- | ------------------ | ------------------------ | ------------ | ------------------- | ----------------- | ----------------- | ----------------- | ----------------- |
| 18.72.01 | Metro Pusat        | Metro                    | 11,39        | 46.170              | 52.635            | 4.621,2           | 100,80            | 5                 |
| 18.72.02 | Metro Utara        | Banjarsari               | 19,64        | 24.945              | 32.078            | 1.633,3           | 103,36            | 4                 |
| 18.72.03 | Metro Barat        | Mulyojati                | 11,28        | 25.246              | 28.424            | 2.519,9           | 101,12            | 4                 |
| 18.72.04 | Metro Timur        | Iring Mulyo              | 12,1         | 34.966              | 38.154            | 3.153,2           | 99,39             | 5                 |
| 18.72.05 | Metro Selatan00    | Rejomulyo                | 14,33        | 14.144              | 17.385            | 1.213,2           | 101,80            | 4                 |
| 18.72    | Kota Metro         | Kota Metro               | 68,74        | 145.346             | 168.676           | 2.453,8           | 103,52            | 22                |

## Demografie
Hinsichtlich der Bevölkerung wird (mit 1,97 % der Provinz) der vorletzte Platz (vor dem „Schlusslicht“ Pesisir Barat) der 15 Verwaltungseinheiten der 2. Ebene belegt. Auf die gesamte Insel Sumatra bezogen bedeutet dies Platz 22 von 34. Mit einer Bevölkerungsdichte von 2.436,6 Einw. je km² wird der zweithöchste Wert der Provinz erzielt.
Der Frauenanteil hat sich zwischen den beiden Volkszählungen 2010 und 2020 sowie zum Jahresende 2023 nur geringfügig erhöht und auf Werte unterhalb von 50 Prozent eingepegelt, Tendenz steigend.
| Religion im Jahr 2020 | Religion im Jahr 2020 | Religion im Jahr 2020 | Religion im Jahr 2020 |
| Religion              | Anzahl                | Anteil (%)            | Gebäude               |
| --------------------- | --------------------- | --------------------- | --------------------- |
| Islam                 | 161.330               | 94,43                 | 175 1                 |
| Christen insg.        | 007.525 2             | 04,40                 | 021                   |
| Davon:                |                       |                       |                       |
| Protestanten          | 003.979               | 52,88                 | 016                   |
| Katholiken            | 003.546               | 47,12                 | 005                   |
|                       |                       |                       |                       |
| Hindus                | 000.311               | 00,18                 | 002                   |
| Buddhisten            | 0001.663              | 00,06                 | 003                   |

| Jahr  | Gesamt- bevölkerung | Männer  | %      | Frauen  | %      |
| ----- | ------------------- | ------- | ------ | ------- | ------ |
| 02010 | 00145.346           | 073.027 | 050,24 | 072.444 | 049,84 |
| 02020 | 00168.676           | 084.806 | 050,28 | 083.870 | 049,72 |
| 02023 | 00178.381           | 089.678 | 050,27 | 088.703 | 049,73 |

### Soziale Daten 2020
| Merkmal                                                            | Kota Metro | 0Prov. Lampung0 |
| ------------------------------------------------------------------ | ---------- | --------------- |
| Bevölkerung unterhalb der Armutsgrenze (Tsd.)0                     | 14,31      | 1.049,32        |
| Anteil der „armen Bevölkerung“ (indonesisch Penduduk miskin) (%)00 | 08,47      | 12,34           |
| Arbeitslosenrate (%)                                               | 05,40      | 05,67           |
| Lebenserwartung bei der Geburt (Jahre)                             | 71,63      | 73,66           |
| HDI-Index                                                          | 77,19      | 71,04           |
| Analphabetenrate (in %, 15+ J.)                                    | 00,53      | 02,76           |
| Anteil der Altersgruppen                                           | 0Real0     | 0Prozentual0    |
| Kinder (<15 J.)                                                    | 038.8800   | 23,05           |
| arbeitsfähige Bevölkerung (15–64 J.)                               | 118.6020   | 70,31           |
| Rentner und Pensionäre (>65 J.)                                    | 011.1940   | 06,64           |

### Geschichte
Gleichzeitig mit dem Regierungsbezirk Lampung Timur entstand im Frühjahr die unabhängige Stadt Metro, beide wurden aus dem Kabupaten Lampung Tengah ausgegliedert. Der „Mutterbezirk“ gab hierbei zwei Kecamatan im Westen ab (Metro Raya, Bantul), die aber bald zu den noch heute gültigen Kecamatan umgestaltet wurden. Durch die Abtrennung von Metro büßte Lampung Tengah 15 Prozent seiner Bevölkerung ein (1997: 126.583 von 841.510 Einw.), der Gebietsverlust hielt sich in Grenzen (61,79 von 9.189.50 km² bzw. 0,67 %).

### Aktuelle Daten der Bevölkerungsfortschreibung
Nachfolgende Tabelle gibt den Einwohnerstand nach Geschlecht vom Jahresende 2022 und 2023 wieder. Er resultiert aus den Ergebnissen der Fortschreibung durch die örtlichen Zivilregistrierungsbüros (Disdukcapil, indonesisch Dinas Kependudukan dan Pencatatan Sipil) und kann in einer interaktiven Karte abgerufen werden
| Kecamatan     | 31.12.2022 | 31.12.2022 | 31.12.2022 | Fläche km² | 31.12.2023 | 31.12.2023 | 31.12.2023 | 31.12.2023         | 31.12.2023          |
| Kecamatan     | 0Insg.     | männl.     | weibl.     | Fläche km² | 0Insg.     | männl.     | weibl.     | Dichte [Einw./km²] | Sex Ratio [M*100/F] |
| ------------- | ---------- | ---------- | ---------- | ---------- | ---------- | ---------- | ---------- | ------------------ | ------------------- |
| Metro Pusat   | 54.613     | 27.452     | 27.161     | 12,82      | 55.740     | 28.003     | 27.737     | 4.347,9            | 100,96              |
| Metro Utara   | 33.153     | 16.772     | 16.381     | 21,11      | 34.306     | 17.337     | 16.969     | 1.625,1            | 102,17              |
| Metro Barat   | 28.397     | 14.250     | 14.147     | 13,18      | 29.014     | 14.563     | 14.451     | 2.201,4            | 100,78              |
| Metro Timur   | 40.140     | 20.066     | 20.074     | 13,65      | 40.968     | 20.472     | 20.496     | 3.001,3            | 99,88               |
| Metro Selatan | 17.913     | 9.057      | 8.856      | 17,65      | 18.353     | 9.303      | 9.050      | 1.039,8            | 102,80              |
| Kota Metro    | 174.216    | 87.597     | 86.619     | 78,41 1    | 178.381    | 89.678     | 88.703     | 2.275,0            | 101,10              |

## Verzeichnis der Kelurahan
Die nachfolgende Liste gibt den Einwohnerstand zum Jahresende 2022 (Semester II/2022) und genau ein Jahr später für alle Kelurahan in der Stadt Metro wieder. Für die 5 Kecamatan stieg die Einwohnerzahl innerhalb eines Jahres um 4.165 Einwohner.
Neben der Fläche und den Einwohnerzahlen sind auch deren Zugehörigkeiten zu den drei Kecamatan aufgeführt, ebenso die errechneten Ergebnisse der Bevölkerungsdichte (in Einw. je km²) sowie des Geschlechterverhältnisses (Sex Ratio). Als erste Spalte ist der Strukturcode des indonesischen Innenministeriums angegeben. Er gibt gleichfalls Aufschluss über die Zugehörigkeit der Dörfer zu den übergeordneten Verwaltungsebenen: Die ersten drei Zahlenpärchen werden durch Punkte getrennt und geben die Provinz, den Regierungsbezirk (Kabupaten) und den Distrikt (Kecamatan) an. Als letztes folgt nach einem weiteren Trennungspunkt der vierstellige „Dorfcode“ – wobei städtisch geprägte Kelurahan immer mit 1 und „normale“ (ländliche) Desa mit einer 2 beginnen. Die Statistikseiten von BPS (Badan Pusat Statistik) verwenden eine andere Nomenklatur, auf die hier nicht näher eingegangen werden soll, da sie nur bei den Volkszählungen Anwendung findet.
Wie bei vorstehender Tabelle entstammen alle Daten der Fortschreibung durch die örtlichen Zivilregistrierungsbüros (Disdukcapil).
| Struktur- code | Kecamatan       | Kelurahan           | Bevölkerung am Jahresende 2022 | Bevölkerung am Jahresende 2022 | Bevölkerung am Jahresende 2022 | Bevölkerung am Jahresende 2022 | Bevölkerung am Jahresende 2023 | Bevölkerung am Jahresende 2023 | Bevölkerung am Jahresende 2023 | Bevölkerung am Jahresende 2023 | Bevölkerung am Jahresende 2023 |
| Struktur- code | Kecamatan       | Kelurahan           | Fläche (km²)                   | Gesamt                         | männlich                       | weiblich                       | Gesamt                         | männlich                       | weiblich                       | Dichte                         | Sex Ratio                      |
| -------------- | --------------- | ------------------- | ------------------------------ | ------------------------------ | ------------------------------ | ------------------------------ | ------------------------------ | ------------------------------ | ------------------------------ | ------------------------------ | ------------------------------ |
| 18.72.01.1001  | Metro Pusat     | Metro               | 2,66                           | 14.388                         | 7.175                          | 7.213                          | 14.603                         | 7.297                          | 7.306                          | 5.489,8                        | 99,88                          |
| 18.72.01.1002  | Metro Pusat     | Hadimulyo Timur     | 3,97                           | 10.533                         | 5.362                          | 5.171                          | 10.890                         | 5.533                          | 5.357                          | 2.743,1                        | 103,29                         |
| 18.72.01.1003  | Metro Pusat     | Imopuro             | 0,96                           | 6.219                          | 3.128                          | 3.091                          | 6.345                          | 3.188                          | 3.157                          | 6.609,4                        | 100,98                         |
| 18.72.01.1004  | Metro Pusat     | Hadimulyo Barat     | 2,24                           | 13.212                         | 6.596                          | 6.616                          | 13.350                         | 6.671                          | 6.679                          | 5.959,8                        | 99,88                          |
| 18.72.01.1005  | Metro Pusat     | Yosomulyo           | 2,98                           | 10.261                         | 5.191                          | 5.070                          | 10.552                         | 5.314                          | 5.238                          | 3.540,9                        | 101,45                         |
| 18.72.02.1001  | Metro Utara     | Banjarsari          | 7,28                           | 12.266                         | 6.166                          | 6.100                          | 12.713                         | 6.377                          | 6.336                          | 1.746,3                        | 100,65                         |
| 18.72.02.1002  | Metro Utara     | Purwosari           | 3,34                           | 6.271                          | 3.171                          | 3.100                          | 6.476                          | 3.279                          | 3.197                          | 1.938,9                        | 102,56                         |
| 18.72.02.1003  | Metro Utara     | Karangrejo          | 5,94                           | 10.080                         | 5.142                          | 4.938                          | 10.370                         | 5.281                          | 5.089                          | 1.745,8                        | 103,77                         |
| 18.72.02.1004  | Metro Utara     | Purwoasri           | 4,55                           | 4.536                          | 2.293                          | 2.243                          | 4.747                          | 2.400                          | 2.347                          | 1.043,3                        | 102,26                         |
| 18.72.03.1001  | Metro Barat     | Mulyojati           | 2,73                           | 8.146                          | 4.087                          | 4.059                          | 8.348                          | 4.203                          | 4.145                          | 3.057,9                        | 101,40                         |
| 18.72.03.1002  | Metro Barat     | Ganjar Agung        | 4,33                           | 7.047                          | 3.538                          | 3.509                          | 7.156                          | 3.581                          | 3.575                          | 1.652,7                        | 100,17                         |
| 18.72.03.1003  | Metro Barat     | Mulyosari           | 2,97                           | 3.498                          | 1.772                          | 1.726                          | 3.593                          | 1.823                          | 1.770                          | 1.209,8                        | 102,99                         |
| 18.72.03.1004  | Metro Barat     | Ganjar Asri         | 3,14                           | 9.706                          | 4.853                          | 4.853                          | 9.917                          | 4.956                          | 4.961                          | 3.158,3                        | 99,90                          |
| 18.72.04.1001  | Metro Timur     | Yosodadi            | 3,71                           | 9.605                          | 4.850                          | 4.755                          | 9.915                          | 5.001                          | 4.914                          | 2.672,5                        | 101,77                         |
| 18.72.04.1002  | Metro Timur     | Tejosari            | 3,68                           | 3.709                          | 1.852                          | 1.857                          | 3.786                          | 1.889                          | 1.897                          | 1.028,8                        | 99,58                          |
| 18.72.04.1003  | Metro Timur     | Iring Mulyo         | 2,97                           | 13.088                         | 6.582                          | 6.506                          | 13.399                         | 6.740                          | 6.659                          | 4.511,4                        | 101,22                         |
| 18.72.04.1004  | Metro Timur     | Yosorejo            | 1,31                           | 7.059                          | 3.405                          | 3.654                          | 7.060                          | 3.418                          | 3.642                          | 5.389,3                        | 93,85                          |
| 18.72.04.1005  | Metro Timur     | Tejo Agung          | 1,97                           | 6.679                          | 3.377                          | 3.302                          | 6.808                          | 3.424                          | 3.384                          | 3.455,8                        | 101,18                         |
| 18.72.05.1001  | Metro Selatan00 | Rejomulyo           | 5,65                           | 5.606                          | 2.856                          | 2.750                          | 5.755                          | 2.935                          | 2.820                          | 1.018,6                        | 104,08                         |
| 18.72.05.1002  | Metro Selatan00 | Margorejo           | 2,57                           | 5.629                          | 2.854                          | 2.775                          | 5.796                          | 2.927                          | 2.869                          | 2.255,3                        | 102,02                         |
| 18.72.05.1003  | Metro Selatan00 | Sumbersari Bantul00 | 7,59                           | 3.567                          | 1.817                          | 1.750                          | 3.620                          | 1.856                          | 1.764                          | 476,9                          | 105,22                         |
| 18.72.05.1004  | Metro Selatan00 | Margodadi           | 1,84                           | 3.111                          | 1.530                          | 1.581                          | 3.182                          | 1.585                          | 1.597                          | 1.729,3                        | 99,25                          |
| 18.72          | Kota Metro      | Kota Metro          | 78,38                          | 174.216                        | 87.597                         | 86.619                         | 178.381                        | 89.678                         | 88.703                         | 2.275,8                        | 101,10                         |